# 羊胜
羊胜（？—前148年），齐国（今山东北部）人，西汉文士。吴楚七国之乱后，梁孝王刘武招集天下文士，他和公孙诡、邹阳都在梁国游历。刘武怨恨袁盎等人阻止汉景帝立他自己为储君，所以刘武与公孙诡、羊胜合谋，刺杀了袁盎等议臣十余人。后来，汉景帝遣使到梁国搜捕，想办他的罪，公孙诡、羊胜被迫自杀。